# (191856) Almáriván
(191856) Almáriván est un astéroïde de la ceinture principale.

## Description
(191856) Almarivan est un astéroïde de la ceinture principale. Il fut découvert le 11 novembre 2004 à Piszkesteto par Krisztián Sárneczky. Il présente une orbite caractérisée par un demi-grand axe de 2,73 UA, une excentricité de 0,18 et une inclinaison de 5,6° par rapport à l'écliptique.
Il porte le nom de l'astronome hongrois Iván Almár (né en 1932), membre de l'IAA, connu pour son travail relatif à SETI.

## Compléments